# Chiesa di San Pietro (Carasco)
La chiesa di San Pietro è un luogo di culto cattolico situato nella frazione di San Pietro di Sturla, in via don Pietro Manginate, nel comune di Carasco nella città metropolitana di Genova. La chiesa è sede della parrocchia omonima del vicariato di Sturla e Graveglia della diocesi di Chiavari.

## Storia e descrizione

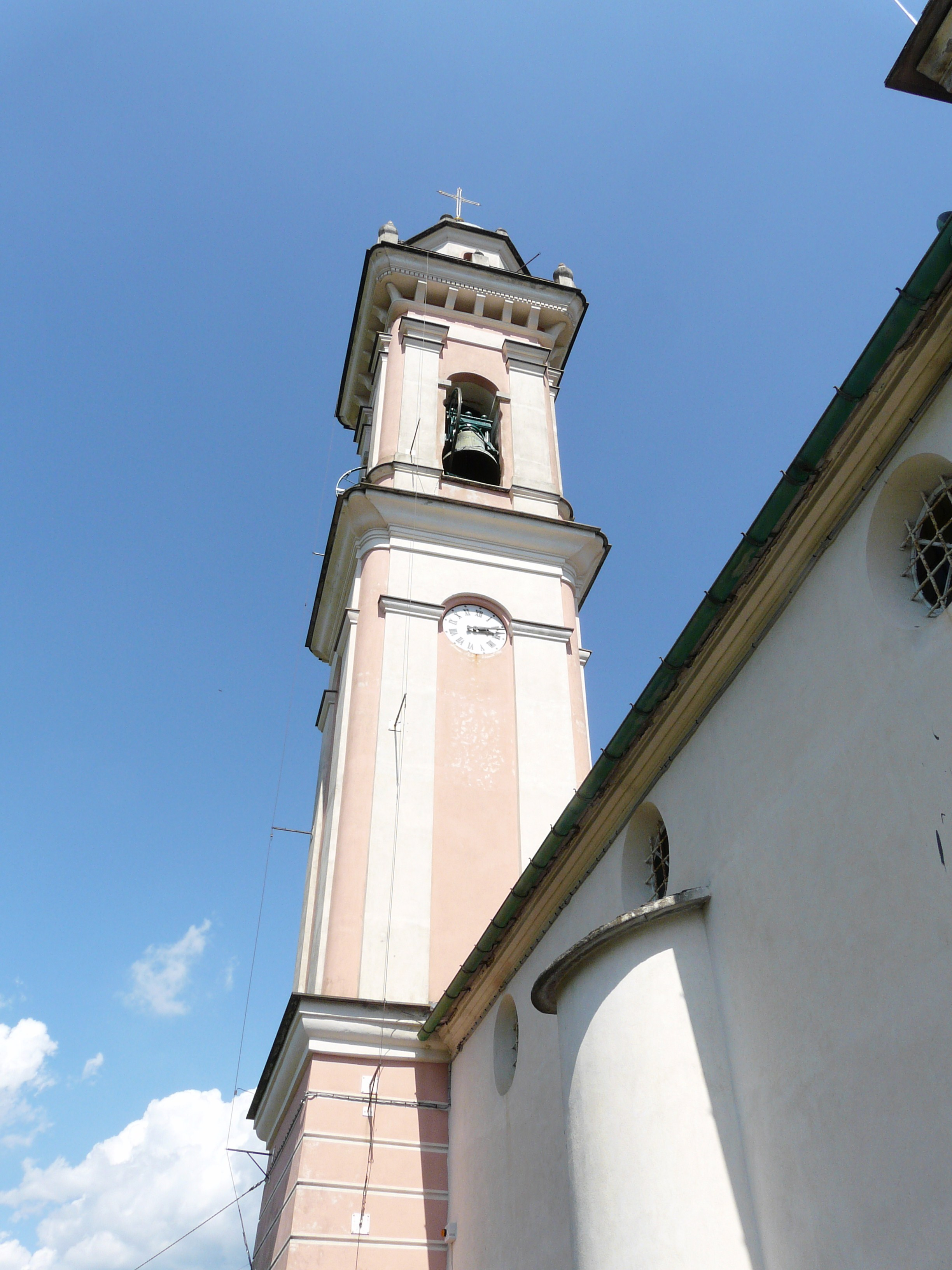
Il campanile

Secondo alcune fonti la chiesa, situata nella frazione di San Pietro di Sturla e dedicata all'apostolo Pietro, fu già elevata al titolo parrocchiale dal XV secolo, ma fu poi soppressa e sottoposta alla parrocchia di San Nicolò di Paggi e in seguito dei Santi Quirico e Giulitta di Rivarola.
Scorporata e ricostituita nuovamente dall'arcivescovo di Genova monsignor Domenico de' Marini il 12 novembre del 1619, fu in seguito eletta al titolo di Prevostura da monsignor Amedeo Casabona della diocesi di Chiavari.
Il suo campanile ospita un concerto di cinque campane in tonalità di re bemolle maggiore fuse da Regolo Capanni di Fidenza nel 1929.